# PPN Gavran 2
Die PPN Gavran 2 (Gavran = kroatisch für Rabe) war eine Spezialeinheit des Generalhauptquartiers des Kroatischen Verteidigungsrats (HVO) während des Bosnienkriegs (1992–1995).

## Geschichte
Während des Bosnienkriegs wurde Mitte 1993, auf Initiative von Pero Barbarić, genannt Pepi, in Čitluk mit der Bildung der Spezialeinheit „Gavran 2“ begonnen. Barbarić blieb bis zur Demobilisierung Kommandant der Einheit. Die Einheit bestand hauptsächlich aus Kroaten aus Bosnien und Herzegowina mit umfangreicher Kriegserfahrung, die sie auf den Schlachtfeldern des Kroatienkriegs gesammelt hatten. Nach Ausbruch des Bosnienkriegs kehrten sie in ihre Heimat zurück. Die meisten Soldaten der Einheit stammten aus der Herzegowina, aber auch aus der Republik Kroatien und dem Ausland (11 Soldaten). Ihre Feuertaufe hatte die Einheit im südlichen Teil der Front von Mostar, genauer gesagt in den Gebieten Pijesak, Gubavica, Kajgin-Kićin, Relej und der Quelle von Buna. Nach Kämpfen in Zentralbosnien operierte die Einheit in Kupreška-Livanja und trug zur Befreiung von Čelebić, Ljubunčić und Radanovac bei. Die Einheit verteidigte die Front in Konjic, und retteten damit die kroatische Bevölkerung von Zaslivlje, Zabrđ und Turia. So operierte die Einheit während des Krieges auf den Schlachtfeldern von Stolac, Mostar, Uskoplje, Tomislavgrad, Kupres, Livno, Glamoč, Jajce und stand bei Kriegsende 12 Kilometer vor Banja Luka.
Neben der Teilnahme auch an historischen Operationen der kroatischen Streitkräfte nahm die Einheit auch an unzähligen kleineren Operationen teil, um verlorene Stellungen zurückzugewinnen (z. B. die Verteidigungslinie bei Golija, zusammen mit der 2. Garde-Brigade HVO) und Gegenangriffe abzuwehren (z. B. die Operation Vaganj 95).
Disziplin und Moral der Einheit waren auf einem hohen Niveau, so dass keine Kriegsverbrechen mit dieser Einheit in Verbindung gebracht werden.

## Gliederung und Ausrüstung
Die Einheit hatte drei Kompanien, einen 120-mm-Mörserbataillon, einen Aufklärungszug und alle anderen unterstützenden Dienste bis zur Bataillonsebene.
Entsprechend ihrer Verwendung waren die Soldaten gut mit persönlichen Waffen (Sturmgewehren, Scharfschützengewehren, Handgranaten, Flakwesten, Funkgeräten) und Panzerbüchsen ausgerüstet.

## Auszeichnungen
Die Einheit wurde noch während des Krieges von hochrangigen Militär- und Zivilbeamten für ihre Erfolge an der Front belobigt.
Zum 29. Jahrestag der Gründung der Einheit am 3. Dezember 2022 begab sich der Präsident Kroatiens Zoran Milanović in die Herzegowina, um an den Feierlichkeiten teilzunehmen und staatliche Auszeichnungen zu vergeben.